# Чемпіонат світу з гандболу серед жінок 2023
XXVI чемпіонат світу з гандболу серед жінок відбувався у трьох країнах Данії, Норвегії, Швеції з 29 листопада по 17 грудня 2023 року. Вдруге в історії на чемпіонаті світу виступають 32 команди (на турнірі 2019 року грали 24 збірні). 
Швеція вперше приймає чемпіонат світу з гандболу серед жінок. Норвегія та Данія прийматимуть свій третій чемпіонат світу з гандболу серед жінок.
Чемпіон світу 2021 року збірна Норвегії захищала свій титул, але поступилася у фіналі збірній Франції. Олімпійські чемпіонки 2020 року, збірна Франції втретє в історії стали чемпіонками світу, раніше вони перемагали в 2003 і 2017 роках.

## Арени
Чемпіонат світу пройде в шести містах: Гернінг, Колінг, Осло, Тронгейм, Мальме, Гетеборг. 
| Гернінг                           | Фредеріксгавн                     | Ставангер                     |
| --------------------------------- | --------------------------------- | ----------------------------- |
| Юске Банк Боксен Глядачів: 12,500 | Арена Nord Глядачів: 2,800        | DNB Арена Глядачів: 5,500     |
|                                   |                                   |                               |
| Тронгейм                          | Гельсінгборг                      | Гетеборг                      |
| Тронхейм Спектрум Глядачів: 8,800 | Гельсінборг-Арена Глядачів: 5,500 | Скандинавіум Глядачів: 12,000 |
|                                   |                                   |                               |

## Кваліфікація

### Команди - учасники турніру
| Турнір або підстава для кваліфікації       | Дата                                  | Кількість місць | Кваліфікувалися  |
| ------------------------------------------ | ------------------------------------- | --------------- | ---------------- |
| Країна-організатор                         | 28 січня 2017                         | 3               | Данія            |
| Країна-організатор                         | 28 січня 2017                         | 3               | Норвегія         |
| Країна-організатор                         | 28 січня 2017                         | 3               | Швеція           |
| Чемпіонат світу 2021                       | 2-19 грудня 2021                      | 1               | Франція          |
| Чемпіонат Європи 2022                      | 4-20 листопада 2022                   | 2               | Чорногорія       |
| Чемпіонат Європи 2022                      | 4-20 листопада 2022                   | 2               | Нідерланди       |
| Відбірковий турнір Європа                  | 2 листопада 2022 - 12 квітня 2023     | 10              | Хорватія         |
| Відбірковий турнір Європа                  | 2 листопада 2022 - 12 квітня 2023     | 10              | Чехія            |
| Відбірковий турнір Європа                  | 2 листопада 2022 - 12 квітня 2023     | 10              | Німеччина        |
| Відбірковий турнір Європа                  | 2 листопада 2022 - 12 квітня 2023     | 10              | Угорщина         |
| Відбірковий турнір Європа                  | 2 листопада 2022 - 12 квітня 2023     | 10              | Польща           |
| Відбірковий турнір Європа                  | 2 листопада 2022 - 12 квітня 2023     | 10              | Румунія          |
| Відбірковий турнір Європа                  | 2 листопада 2022 - 12 квітня 2023     | 10              | Сербія           |
| Відбірковий турнір Європа                  | 2 листопада 2022 - 12 квітня 2023     | 10              | Словенія         |
| Відбірковий турнір Європа                  | 2 листопада 2022 - 12 квітня 2023     | 10              | Іспанія          |
| Відбірковий турнір Європа                  | 2 листопада 2022 - 12 квітня 2023     | 10              | Україна          |
| Чемпіонат Африки                           | 9 листопада 2022 - 19 листопада 2022  | 4               | Ангола           |
| Чемпіонат Африки                           | 9 листопада 2022 - 19 листопада 2022  | 4               | Камерун          |
| Чемпіонат Африки                           | 9 листопада 2022 - 19 листопада 2022  | 4               | Республіка Конго |
| Чемпіонат Африки                           | 9 листопада 2022 - 19 листопада 2022  | 4               | Сенегал          |
| Чемпіонат Південної та Центральної Америки | 15 листопада 2022 - 19 листопада 2022 | 2               | Аргентина        |
| Чемпіонат Південної та Центральної Америки | 15 листопада 2022 - 19 листопада 2022 | 2               | Бразилія         |
| Чемпіонат Азії                             | 24 листопада 2022 - 4 грудня 2022     | 5               | КНР              |
| Чемпіонат Азії                             | 24 листопада 2022 - 4 грудня 2022     | 5               | Іран             |
| Чемпіонат Азії                             | 24 листопада 2022 - 4 грудня 2022     | 5               | Японія           |
| Чемпіонат Азії                             | 24 листопада 2022 - 4 грудня 2022     | 5               | Казахстан        |
| Чемпіонат Азії                             | 24 листопада 2022 - 4 грудня 2022     | 5               | Південна Корея   |
| Чемпіонат Центральної Америки              | 28 лютого 2023 - 4 березня 2023       | 2               | Чилі             |
| Чемпіонат Центральної Америки              | 28 лютого 2023 - 4 березня 2023       | 2               | Парагвай         |
| Чемпіонат Північної Америки                | 5 червня 2023 - 11 червня 2023        | 1               | Гренландія       |
| Wild card                                  | 3 липня 2023                          | 2               | Австрія          |
| Wild card                                  | 3 липня 2023                          | 2               | Ісландія         |

Кожен господар Олімпійських ігор, починаючи з цього чемпіонату світу, отримує право на участь у двох найближчих чемпіонатах світу.

## Жеребкування
Жеребкування команд відбулось 3 липня 2023 року.
| Кошик 1                                                                                            | Кошик 2                                                                    | Кошик 3                                                       | Кошик 4                                                                |
| -------------------------------------------------------------------------------------------------- | -------------------------------------------------------------------------- | ------------------------------------------------------------- | ---------------------------------------------------------------------- |
| Норвегія (C) Данія (E) Чорногорія (B) Франція (D) Швеція (A) Нідерланди (H) Бразилія Німеччина (F) | Словенія Іспанія (G) Хорватія Південна Корея Угорщина Румунія Польща Чехія | Сербія Японія Україна Гренландія Аргентина Ангола КНР Камерун | Республіка Конго Сенегал Парагвай Іран Казахстан Чилі Австрія Ісландія |

## Змагання

### Попередній раунд
Вказано місцевий час (UTC+1).

### Група A
| Поз | Команда    | І | В | Н | П | ГЗ | ГП | РГ  | О | Кваліфікація             |
| --- | ---------- | - | - | - | - | -- | -- | --- | - | ------------------------ |
| 1   | Швеція (H) | 3 | 3 | 0 | 0 | 84 | 59 | +25 | 6 | Група I                  |
| 2   | Хорватія   | 3 | 1 | 1 | 1 | 78 | 57 | +21 | 3 | Група I                  |
| 3   | Сенегал    | 3 | 1 | 1 | 1 | 62 | 63 | −1  | 3 | Група I                  |
| 4   | КНР        | 3 | 0 | 0 | 3 | 52 | 97 | −45 | 0 | Кубок президента Група I |

| 1 грудня 2023 18:00 | Хорватія | 22 : 22 | Сенегал | Скандинавіум Гетеборг Глядачів: 4004 Судді: Мадс Хансен, Джеспер Медсен |
| 1 грудня 2023 18:00 | (9 : 11) |         |         | Скандинавіум Гетеборг Глядачів: 4004 Судді: Мадс Хансен, Джеспер Медсен |
| 1 грудня 2023 18:00 | 2× 1×    | Звіт    | 1×      | Скандинавіум Гетеборг Глядачів: 4004 Судді: Мадс Хансен, Джеспер Медсен |

| 1 грудня 2023 20:30 | Швеція    | 36 : 24  | КНР    | Скандинавіум Гетеборг Глядачів: 8407 Судді: Андрій Будзак, Міхал Заграднік |
| 1 грудня 2023 20:30 | Коппанг 6 | (22 : 8) | Ютін 6 | Скандинавіум Гетеборг Глядачів: 8407 Судді: Андрій Будзак, Міхал Заграднік |
| 1 грудня 2023 20:30 | 2×        | Звіт     |        | Скандинавіум Гетеборг Глядачів: 8407 Судді: Андрій Будзак, Міхал Заграднік |

| 3 грудня 2023 15:30 | Хорватія                                         | 39 : 13  | КНР  | Скандинавіум Гетеборг Глядачів: 3061 Судді: Бруна Корреа, Рената Корреа |
| 3 грудня 2023 15:30 | Милосавлевич, Буріч, Брік, Сімара, Блажевич по 5 | (19 : 7) | Лі 4 | Скандинавіум Гетеборг Глядачів: 3061 Судді: Бруна Корреа, Рената Корреа |
| 3 грудня 2023 15:30 | 2× 1×                                            | Звіт     | 2×   | Скандинавіум Гетеборг Глядачів: 3061 Судді: Бруна Корреа, Рената Корреа |

| 3 грудня 2023 18:00 | Сенегал | 18 : 26   | Швеція    | Скандинавіум Гетеборг Глядачів: 7098 Судді: Крістіна Ловін, Сімона Станцу |
| 3 грудня 2023 18:00 | Сагна 8 | (12 : 14) | Робертс 6 | Скандинавіум Гетеборг Глядачів: 7098 Судді: Крістіна Ловін, Сімона Станцу |
| 3 грудня 2023 18:00 | 2× 1×   | Звіт      | 2×        | Скандинавіум Гетеборг Глядачів: 7098 Судді: Крістіна Ловін, Сімона Станцу |

| 5 грудня 2023 20:30 | КНР    | 15 : 22 | Сенегал | Скандинавіум Гетеборг Глядачів: 3714 Судді: Динчінов, Горецов Болгарія |
| 5 грудня 2023 20:30 | Джін 4 | (9 : 9) | Сан'я 8 | Скандинавіум Гетеборг Глядачів: 3714 Судді: Динчінов, Горецов Болгарія |
| 5 грудня 2023 20:30 | 2× 1×  | Звіт    |         | Скандинавіум Гетеборг Глядачів: 3714 Судді: Динчінов, Горецов Болгарія |

| 5 грудня 2023 18:00 | Швеція    | 22 : 17 | Хорватія | Скандинавіум Гетеборг Глядачів: 8538 Судді: Кютлер, Мерц Німеччина |
| 5 грудня 2023 18:00 | Карлсон 6 | (9 : 7) | Шимара 5 | Скандинавіум Гетеборг Глядачів: 8538 Судді: Кютлер, Мерц Німеччина |
| 5 грудня 2023 18:00 | 3× 1×     | Звіт    | 4×       | Скандинавіум Гетеборг Глядачів: 8538 Судді: Кютлер, Мерц Німеччина |

### Група B
| Поз | Команда    | І | В | Н | П | ГЗ | ГП  | РГ  | О | Кваліфікація             |
| --- | ---------- | - | - | - | - | -- | --- | --- | - | ------------------------ |
| 1   | Угорщина   | 3 | 2 | 0 | 1 | 92 | 56  | +36 | 4 | Група I                  |
| 2   | Чорногорія | 3 | 3 | 0 | 0 | 90 | 55  | +35 | 6 | Група I                  |
| 3   | Камерун    | 3 | 1 | 0 | 2 | 57 | 87  | −30 | 2 | Група I                  |
| 4   | Парагвай   | 3 | 0 | 0 | 3 | 61 | 102 | −41 | 0 | Кубок президента Група I |

| 30 листопада 2023 18:00 | Чорногорія  | 25 : 11  | Камерун        | Гельсінборг-Арена Гельсінборг Глядачів: 731 Судді: Майк Мерц, Таня Кутлер |
| 30 листопада 2023 18:00 | Павічевіч 5 | (13 : 2) | Атеба Енгаді 5 | Гельсінборг-Арена Гельсінборг Глядачів: 731 Судді: Майк Мерц, Таня Кутлер |
| 30 листопада 2023 18:00 | 3×          | Звіт     | 2×             | Гельсінборг-Арена Гельсінборг Глядачів: 731 Судді: Майк Мерц, Таня Кутлер |

| 30 листопада 2023 20:30 | Угорщина            | 35 : 12  | Парагвай             | Гельсінборг-Арена Гельсінборг Судді: Бруна Корреа, Рената Корреа |
| 30 листопада 2023 20:30 | Клюйбер, Шацль по 5 | (15 : 6) | Акуна, Портілло по 4 | Гельсінборг-Арена Гельсінборг Судді: Бруна Корреа, Рената Корреа |
| 30 листопада 2023 20:30 | 1×                  | Звіт     | 1×                   | Гельсінборг-Арена Гельсінборг Судді: Бруна Корреа, Рената Корреа |

| 2 грудня 2023 18:00 | Парагвай | 26 : 41   | Чорногорія  | Гельсінборг-Арена Гельсінборг Глядачів: 964 Судді: Георгій Дойчинов, Юліан Гоцов |
| 2 грудня 2023 18:00 | Акуна 5  | (15 : 17) | Павічевіч 9 | Гельсінборг-Арена Гельсінборг Глядачів: 964 Судді: Георгій Дойчинов, Юліан Гоцов |
| 2 грудня 2023 18:00 | 3×       | Звіт      | 2× 1×       | Гельсінборг-Арена Гельсінборг Глядачів: 964 Судді: Георгій Дойчинов, Юліан Гоцов |

| 2 грудня 2023 20:30 | Угорщина  | 39 : 20  | Камерун | Гельсінборг-Арена Гельсінборг Глядачів: 589 Судді: Андрій Будзак, Міхал Заграднік |
| 2 грудня 2023 20:30 | Клюйбер 7 | (18 : 8) | Нномо 6 | Гельсінборг-Арена Гельсінборг Глядачів: 589 Судді: Андрій Будзак, Міхал Заграднік |
| 2 грудня 2023 20:30 | 2×        | Звіт     | 3×      | Гельсінборг-Арена Гельсінборг Глядачів: 589 Судді: Андрій Будзак, Міхал Заграднік |

| 4 грудня 2023 18:00 | Камерун  | 26 : 23   | Парагвай  | Гельсінборг-Арена Гельсінборг Глядачів: 689 Судді: Крістіна Ловін, Сімона Станцу |
| 4 грудня 2023 18:00 | Бабога 9 | (12 : 12) | Інсфран 7 | Гельсінборг-Арена Гельсінборг Глядачів: 689 Судді: Крістіна Ловін, Сімона Станцу |
| 4 грудня 2023 18:00 | 7×       | Звіт      | 2×        | Гельсінборг-Арена Гельсінборг Глядачів: 689 Судді: Крістіна Ловін, Сімона Станцу |

| 4 грудня 2023 20:30 | Чорногорія | 24 : 18  | Угорщина                      | Гельсінборг-Арена Гельсінборг Глядачів: 1056 Судді: Мадс Хансен, Джеспер Медсен |
| 4 грудня 2023 20:30 | Мугоша 8   | (7 : 10) | Дьюрі-Лукач, Папп, Вамош по 3 | Гельсінборг-Арена Гельсінборг Глядачів: 1056 Судді: Мадс Хансен, Джеспер Медсен |
| 4 грудня 2023 20:30 | 4× 1×      | Звіт     | 4× 1×                         | Гельсінборг-Арена Гельсінборг Глядачів: 1056 Судді: Мадс Хансен, Джеспер Медсен |

### Група C
| Поз | Команда        | І | В | Н | П | ГЗ  | ГП  | РГ  | О | Кваліфікація             |
| --- | -------------- | - | - | - | - | --- | --- | --- | - | ------------------------ |
| 1   | Норвегія       | 3 | 3 | 0 | 0 | 121 | 62  | +59 | 6 | Група II                 |
| 2   | Австрія        | 3 | 2 | 0 | 1 | 101 | 97  | +4  | 4 | Група II                 |
| 3   | Південна Корея | 3 | 1 | 0 | 2 | 79  | 79  | 0   | 2 | Група II                 |
| 4   | Гренландія     | 3 | 0 | 0 | 3 | 50  | 113 | −63 | 0 | Кубок президента Група I |

| 29 листопада 2023 18:00 | Південна Корея | 29 : 30   | Австрія  | DNB Арена Ставангер Глядачів: 2104 Судді: Владімір Йовандіч, Марко Секулич |
| 29 листопада 2023 18:00 | Ву 11          | (12 : 16) | Пандза 8 | DNB Арена Ставангер Глядачів: 2104 Судді: Владімір Йовандіч, Марко Секулич |
| 29 листопада 2023 18:00 | 5×             | Звіт      | 3×       | DNB Арена Ставангер Глядачів: 2104 Судді: Владімір Йовандіч, Марко Секулич |

| 29 листопада 2023 20:30 | Норвегія | 43 : 11  | Гренландія | DNB Арена Ставангер Глядачів: 3345 Судді: Маріана Ґарсія, Марія Інес Паолантон |
| 29 листопада 2023 20:30 | Геррем 7 | (19 : 7) | Бєрге 4    | DNB Арена Ставангер Глядачів: 3345 Судді: Маріана Ґарсія, Марія Інес Паолантон |
| 29 листопада 2023 20:30 | 1×       | Звіт     | 2×         | DNB Арена Ставангер Глядачів: 3345 Судді: Маріана Ґарсія, Марія Інес Паолантон |

| 1 грудня 2023 18:00 | Південна Корея | 27 : 16  | Гренландія | DNB Арена Ставангер Глядачів: 2141 Судді: Хейді Ельсаїд, Ясміна Ельсаїд |
| 1 грудня 2023 18:00 | Кім, Ву по 4   | (15 : 6) | Ротберг 4  | DNB Арена Ставангер Глядачів: 2141 Судді: Хейді Ельсаїд, Ясміна Ельсаїд |
| 1 грудня 2023 18:00 | 2× 1×          | Отчёт    | 3×         | DNB Арена Ставангер Глядачів: 2141 Судді: Хейді Ельсаїд, Ясміна Ельсаїд |

| 1 грудня 2023 20:30 | Австрія   | 28 : 45   | Норвегія   | DNB Арена Ставангер Глядачів: 3451 Судді: Хав'єр Альварес, Йон Бустаманте |
| 1 грудня 2023 20:30 | Іванкок 6 | (12 : 21) | Рейстад 10 | DNB Арена Ставангер Глядачів: 3451 Судді: Хав'єр Альварес, Йон Бустаманте |
| 1 грудня 2023 20:30 | 1×        | Звіт      | 5× 1×      | DNB Арена Ставангер Глядачів: 3451 Судді: Хав'єр Альварес, Йон Бустаманте |

| 3 грудня 2023 18:00 | Гренландія         | 23 : 43   | Австрія  | DNB Арена Ставангер Глядачів: 1850 Судді: Амар Конджиканін, Діно Конджиканін |
| 3 грудня 2023 18:00 | Бєрге, Хансен по 5 | (13 : 20) | Пандза 8 | DNB Арена Ставангер Глядачів: 1850 Судді: Амар Конджиканін, Діно Конджиканін |
| 3 грудня 2023 18:00 | 3×                 | Звіт      | 3×       | DNB Арена Ставангер Глядачів: 1850 Судді: Амар Конджиканін, Діно Конджиканін |

| 3 грудня 2023 20:30 | Норвегія | 33 : 23   | Південна Корея | DNB Арена Ставангер Глядачів: 3456 Судді: Крістіан Лемес, Матіас Соса |
| 3 грудня 2023 20:30 | Херем 7  | (20 : 11) | Шін 6          | DNB Арена Ставангер Глядачів: 3456 Судді: Крістіан Лемес, Матіас Соса |
| 3 грудня 2023 20:30 | 2×       | Звіт      | 2× 1×          | DNB Арена Ставангер Глядачів: 3456 Судді: Крістіан Лемес, Матіас Соса |

### Група D
| Поз | Команда  | І | В | Н | П | ГЗ | ГП | РГ  | О | Кваліфікація             |
| --- | -------- | - | - | - | - | -- | -- | --- | - | ------------------------ |
| 1   | Франція  | 3 | 3 | 0 | 0 | 92 | 78 | +14 | 6 | Група II                 |
| 2   | Словенія | 3 | 2 | 0 | 1 | 87 | 79 | +8  | 4 | Група II                 |
| 3   | Ангола   | 3 | 0 | 1 | 2 | 79 | 86 | −7  | 1 | Група II                 |
| 4   | Ісландія | 3 | 0 | 1 | 2 | 72 | 87 | −15 | 1 | Кубок президента Група I |

1. 1 2  Ангола 26 : 26 Ісландія

| 30 листопада 2023 18:00 | Словенія | 30 : 24   | Ісландія                                      | DNB Арена Ставангер Глядачів: 750 Судді: Крістіан Лемес, Матіас Соса |
| 30 листопада 2023 18:00 | Лепоя 8  | (16 : 13) | Альбертсдоттір, Ерлінгсдоттір, Стурлудоттір 5 | DNB Арена Ставангер Глядачів: 750 Судді: Крістіан Лемес, Матіас Соса |
| 30 листопада 2023 18:00 | 4×       | Звіт      | 4× 1×                                         | DNB Арена Ставангер Глядачів: 750 Судді: Крістіан Лемес, Матіас Соса |

| 30 листопада 2023 20:30 | Франція                 | 30 : 29   | Ангола   | DNB Арена Ставангер Глядачів: 1830 Судді: Амар Конджиканін, Діно Конджиканін |
| 30 листопада 2023 20:30 | Тубланк, Валентіні по 6 | (18 : 15) | Гуіало 6 | DNB Арена Ставангер Глядачів: 1830 Судді: Амар Конджиканін, Діно Конджиканін |
| 30 листопада 2023 20:30 | 3×                      | Звіт      | 5×       | DNB Арена Ставангер Глядачів: 1830 Судді: Амар Конджиканін, Діно Конджиканін |

| 2 грудня 2023 15:30 | Словенія  | 30 : 24   | Ангола   | DNB Арена Ставангер Глядачів: 816 Судді: Маріана Гарсія, Марія Інес Паолантоні |
| 2 грудня 2023 15:30 | Варагіч 5 | (14 : 11) | Гуіало 6 | DNB Арена Ставангер Глядачів: 816 Судді: Маріана Гарсія, Марія Інес Паолантоні |
| 2 грудня 2023 15:30 | 4× 2×     | Звіт      | 5× 1×    | DNB Арена Ставангер Глядачів: 816 Судді: Маріана Гарсія, Марія Інес Паолантоні |

| 2 грудня 2023 18:00 | Ісландія          | 22 : 31   | Франція           | DNB Арена Ставангер Глядачів: 2414 Судді: Володимир Йовандіч, Марко Секулич |
| 2 грудня 2023 18:00 | Ерлінгсдуттір]] 7 | (10 : 20) | Букті, Канор по 5 | DNB Арена Ставангер Глядачів: 2414 Судді: Володимир Йовандіч, Марко Секулич |
| 2 грудня 2023 18:00 | 2× 1×             | Отчёт     | 3×                | DNB Арена Ставангер Глядачів: 2414 Судді: Володимир Йовандіч, Марко Секулич |

| 4 грудня 2023 18:00 | Ангола     | 26 : 26   | Ісландія      | DNB Арена Ставангер Глядачів: 854 Судді: Хейді Ельсаїд, Ясміна Ельсаїд |
| 4 грудня 2023 18:00 | Габріель 6 | (15 : 14) | Ерлінгдотір 6 | DNB Арена Ставангер Глядачів: 854 Судді: Хейді Ельсаїд, Ясміна Ельсаїд |
| 4 грудня 2023 18:00 | 3×         | Звіт      | 2× 1×         | DNB Арена Ставангер Глядачів: 854 Судді: Хейді Ельсаїд, Ясміна Ельсаїд |

| 4 грудня 2023 21:00 | Франція  | 31 : 27   | Словенія | DNB Арена Ставангер Глядачів: 883 Судді: Хав'єр Альварес, Йон Бустаманте |
| 4 грудня 2023 21:00 | Гранво 6 | (17 : 15) | Станко 7 | DNB Арена Ставангер Глядачів: 883 Судді: Хав'єр Альварес, Йон Бустаманте |
| 4 грудня 2023 21:00 | 1×       | Звіт      | 5× 1×    | DNB Арена Ставангер Глядачів: 883 Судді: Хав'єр Альварес, Йон Бустаманте |

### Група E
| Поз | Команда   | І | В | Н | П | ГЗ  | ГП  | РГ  | О | Кваліфікація              |
| --- | --------- | - | - | - | - | --- | --- | --- | - | ------------------------- |
| 1   | Данія (H) | 3 | 3 | 0 | 0 | 110 | 55  | +55 | 6 | Група III                 |
| 2   | Румунія   | 3 | 2 | 0 | 1 | 104 | 86  | +18 | 4 | Група III                 |
| 3   | Сербія    | 3 | 1 | 0 | 2 | 79  | 78  | +1  | 2 | Група III                 |
| 4   | Чилі      | 3 | 0 | 0 | 3 | 46  | 120 | −74 | 0 | Кубок президента Група II |

| 1 грудня 2023 18:00 | Румунія                             | 44 : 19  | Чилі                    | Юске Банк Боксен Гернінг Глядачів: 9582 Судді: Юфенг Ченг, Юнлі Чоу |
| 1 грудня 2023 18:00 | Діндліган, Серацефіану, Остасе по 5 | (25 : 6) | Пауль, Парра Парра по 4 | Юске Банк Боксен Гернінг Глядачів: 9582 Судді: Юфенг Ченг, Юнлі Чоу |
| 1 грудня 2023 18:00 | 3×                                  | Звіт     | 1×                      | Юске Банк Боксен Гернінг Глядачів: 9582 Судді: Юфенг Ченг, Юнлі Чоу |

| 1 грудня 2023 20:30 | Данія                | 25 : 21   | Сербія                                 | Юске Банк Боксен Гернінг Глядачів: 12389 Судді: Олексій Ковальчук, Ігор Ковальчук |
| 1 грудня 2023 20:30 | Фріс, Йоргенсен по 5 | (10 : 12) | Радосавлевич, Йововіч, Ланіштанін по 5 | Юске Банк Боксен Гернінг Глядачів: 12389 Судді: Олексій Ковальчук, Ігор Ковальчук |
| 1 грудня 2023 20:30 | 1×                   | Звіт      | 7× 1×                                  | Юске Банк Боксен Гернінг Глядачів: 12389 Судді: Олексій Ковальчук, Ігор Ковальчук |

| 3 грудня 2023 18:00 | Румунія   | 37 : 28   | Сербія                   | Юске Банк Боксен Гернінг Глядачів: 5907 Судді: Лі Сеок, Ку Бонок |
| 3 грудня 2023 18:00 | Буческі 8 | (19 : 13) | Йововіч, Ланіштанін по 5 | Юске Банк Боксен Гернінг Глядачів: 5907 Судді: Лі Сеок, Ку Бонок |
| 3 грудня 2023 18:00 | 2×        | Звіт      | 2× 3×                    | Юске Банк Боксен Гернінг Глядачів: 5907 Судді: Лі Сеок, Ку Бонок |

| 3 грудня 2023 20:30 | Чилі               | 11 : 46  | Данія       | Юске Банк Боксен Гернінг Глядачів: 7622 Судді: Анджеліна Казанегра, Єлена Вуячич |
| 3 грудня 2023 20:30 | Ловера, Пауль по 3 | (5 : 20) | Скагліоне 7 | Юске Банк Боксен Гернінг Глядачів: 7622 Судді: Анджеліна Казанегра, Єлена Вуячич |
| 3 грудня 2023 20:30 | 1×                 | Звіт     | 4×          | Юске Банк Боксен Гернінг Глядачів: 7622 Судді: Анджеліна Казанегра, Єлена Вуячич |

| 5 грудня 2023 18:00 | Сербія     | 30 : 16  | Чилі       | Юске Банк Боксен Гернінг Глядачів: 7438 Судді: Маалі АльЕнезі, Далал Аль-Насім |
| 5 грудня 2023 18:00 | Стаменіч 7 | (10 : 6) | Альварес 4 | Юске Банк Боксен Гернінг Глядачів: 7438 Судді: Маалі АльЕнезі, Далал Аль-Насім |
| 5 грудня 2023 18:00 | 3× 1×      | Отчёт    | 2×         | Юске Банк Боксен Гернінг Глядачів: 7438 Судді: Маалі АльЕнезі, Далал Аль-Насім |

| 5 грудня 2023 20:30 | Данія        | 39 : 23   | Румунія      | Юске Банк Боксен Гернінг Глядачів: 10788 Судді: Боян Лах, Девід Сок Словенія |
| 5 грудня 2023 20:30 | Йоргенсен 10 | (21 : 10) | Ліксендрою 5 | Юске Банк Боксен Гернінг Глядачів: 10788 Судді: Боян Лах, Девід Сок Словенія |
| 5 грудня 2023 20:30 | 3× 1×        | Звіт      | 3× 1×        | Юске Банк Боксен Гернінг Глядачів: 10788 Судді: Боян Лах, Девід Сок Словенія |

### Група F
| Поз | Команда   | І | В | Н | П | ГЗ  | ГП  | РГ  | О | Кваліфікація              |
| --- | --------- | - | - | - | - | --- | --- | --- | - | ------------------------- |
| 1   | Німеччина | 3 | 3 | 0 | 0 | 109 | 69  | +40 | 6 | Група III                 |
| 2   | Польща    | 3 | 2 | 0 | 1 | 84  | 78  | +6  | 4 | Група III                 |
| 3   | Японія    | 3 | 1 | 0 | 2 | 102 | 73  | +29 | 2 | Група III                 |
| 4   | Іран      | 3 | 0 | 0 | 3 | 47  | 122 | −75 | 0 | Кубок Президента Група II |

| 30 листопада 2023 18:00 | Німеччина   | 31 : 30   | Японія    | Юске Банк Боксен Гернінг Глядачів: 1237 Судді: Янн Кармо, Жульєн Мерш |
| 30 листопада 2023 18:00 | Грійсельс 7 | (18 : 17) | Аізава 10 | Юске Банк Боксен Гернінг Глядачів: 1237 Судді: Янн Кармо, Жульєн Мерш |
| 30 листопада 2023 18:00 | 4× 2×       | Звіт      | 2×        | Юске Банк Боксен Гернінг Глядачів: 1237 Судді: Янн Кармо, Жульєн Мерш |

| 30 листопада 2023 20:30 | Польща                    | 35 : 15  | Іран       | Юске Банк Боксен Гернінг Глядачів: 1405 Судді: Крістоф Альтмар, Мартон Горват |
| 30 листопада 2023 20:30 | М. Бальсам, Д. Нокун по 6 | (18 : 8) | Ф. Меріх 6 | Юске Банк Боксен Гернінг Глядачів: 1405 Судді: Крістоф Альтмар, Мартон Горват |
| 30 листопада 2023 20:30 | 3× 1×                     | Звіт     | 2× 1×      | Юске Банк Боксен Гернінг Глядачів: 1405 Судді: Крістоф Альтмар, Мартон Горват |

| 2 грудня 2023 18:00 | Іран    | 22 : 45   | Німеччина    | Юске Банк Боксен Гернінг Глядачів: 1332 Судді: Новіца Мітровіч, Мільян Весовіч |
| 2 грудня 2023 18:00 | Меріх 8 | (12 : 25) | Штокшледер 8 | Юске Банк Боксен Гернінг Глядачів: 1332 Судді: Новіца Мітровіч, Мільян Весовіч |
| 2 грудня 2023 18:00 | 4×      | Звіт      | 4× 1×        | Юске Банк Боксен Гернінг Глядачів: 1332 Судді: Новіца Мітровіч, Мільян Весовіч |

| 2 грудня 2023 20:30 | Польща        | 32 : 30   | Японія   | Юске Банк Боксен Гернінг Глядачів: 1490 Судді: Боян Лах, Девід Сок |
| 2 грудня 2023 20:30 | Кобилінска 11 | (15 : 15) | Сасакі 6 | Юске Банк Боксен Гернінг Глядачів: 1490 Судді: Боян Лах, Девід Сок |
| 2 грудня 2023 20:30 | 5×            | Звіт      | 2× 1×    | Юске Банк Боксен Гернінг Глядачів: 1490 Судді: Боян Лах, Девід Сок |

| 4 грудня 2023 18:00 | Японія          | 42 : 10  | Іран              | Юске Банк Боксен Гернінг Глядачів: 636 Судді: Денис Боліч, Крістоф Гуріх |
| 4 грудня 2023 18:00 | три гравці по 5 | (20 : 3) | Кудзаріфарахані 3 | Юске Банк Боксен Гернінг Глядачів: 636 Судді: Денис Боліч, Крістоф Гуріх |
| 4 грудня 2023 18:00 | 4×              | Звіт     | 3×                | Юске Банк Боксен Гернінг Глядачів: 636 Судді: Денис Боліч, Крістоф Гуріх |

| 4 грудня 2023 20:30 | Німеччина   | 33 : 17   | Польща        | Юске Банк Боксен Гернінг Глядачів: 1021 Судді: Олексій Ковальчук, Ігор Ковальчук |
| 4 грудня 2023 20:30 | Грійзельс 7 | (19 : 10) | Кобиліньска 3 | Юске Банк Боксен Гернінг Глядачів: 1021 Судді: Олексій Ковальчук, Ігор Ковальчук |
| 4 грудня 2023 20:30 | 5×          | Звіт      | 4×            | Юске Банк Боксен Гернінг Глядачів: 1021 Судді: Олексій Ковальчук, Ігор Ковальчук |

### Група G
| Поз | Команда   | І | В | Н | П | ГЗ  | ГП  | РГ  | О | Кваліфікація              |
| --- | --------- | - | - | - | - | --- | --- | --- | - | ------------------------- |
| 1   | Іспанія   | 3 | 3 | 0 | 0 | 93  | 62  | +31 | 6 | Група IV                  |
| 2   | Бразилія  | 3 | 2 | 0 | 1 | 106 | 62  | +44 | 4 | Група IV                  |
| 3   | Україна   | 3 | 1 | 0 | 2 | 77  | 91  | −14 | 2 | Група IV                  |
| 4   | Казахстан | 3 | 0 | 0 | 3 | 56  | 117 | −61 | 0 | Кубок президента Група II |

| 29 листопада 2023 18:00 | Бразилія   | 35 : 20   | Україна             | Арена Nord Фредеріксгавн Глядачів: 500 Судді: Лі Сеок, Ку Бонок |
| 29 листопада 2023 18:00 | Де Паула 7 | (17 : 10) | Поляк, Смбатян по 4 | Арена Nord Фредеріксгавн Глядачів: 500 Судді: Лі Сеок, Ку Бонок |
| 29 листопада 2023 18:00 | 3×         | Звіт      | 3×                  | Арена Nord Фредеріксгавн Глядачів: 500 Судді: Лі Сеок, Ку Бонок |

| 29 листопада 2023 20:30 | Іспанія                          | 34 : 17  | Казахстан | Арена Nord Фредеріксгавн Глядачів: 200 Судді: Маалі Аланезі, Далал Алнасеем |
| 29 листопада 2023 20:30 | Ечеверія, Ґассама, Ґонсалес по 5 | (14 : 8) | Радаєва 5 | Арена Nord Фредеріксгавн Глядачів: 200 Судді: Маалі Аланезі, Далал Алнасеем |
| 29 листопада 2023 20:30 | 2× 1×                            | Звіт     | 2× 0×     | Арена Nord Фредеріксгавн Глядачів: 200 Судді: Маалі Аланезі, Далал Алнасеем |

| 1 грудня 2023 18:00 | Казахстан | 15 : 46  | Бразилія            | Арена Nord Фредеріксгавн Глядачів: 473 Судді: Денис Боліч, Крістоф Гуріх |
| 1 грудня 2023 18:00 | Радаєва 4 | (5 : 25) | Кардосо Де Кастро 8 | Арена Nord Фредеріксгавн Глядачів: 473 Судді: Денис Боліч, Крістоф Гуріх |
| 1 грудня 2023 18:00 | 1×        | Звіт     | 1×                  | Арена Nord Фредеріксгавн Глядачів: 473 Судді: Денис Боліч, Крістоф Гуріх |

| 1 грудня 2023 20:30 | Іспанія    | 35 : 20   | Україна             | Арена Nord Фредеріксгавн Глядачів: 153 Судді: Юсеф Балхайр, Сідалі Хаміді |
| 1 грудня 2023 20:30 | Гонсалес 6 | (16 : 12) | Поляк, Смбатян по 7 | Арена Nord Фредеріксгавн Глядачів: 153 Судді: Юсеф Балхайр, Сідалі Хаміді |
| 1 грудня 2023 20:30 | 3× 2×      | Звіт      | 3×                  | Арена Nord Фредеріксгавн Глядачів: 153 Судді: Юсеф Балхайр, Сідалі Хаміді |

| 3 грудня 2023 15:30 | Україна                | 37 : 24   | Казахстан | Арена Nord Фредеріксгавн Глядачів: 1067 Судді: Чен Ю Фен, Чжоу Ю Лі |
| 3 грудня 2023 15:30 | Шукаль, Андрійчук по 8 | (19 : 12) | Хардіна 6 | Арена Nord Фредеріксгавн Глядачів: 1067 Судді: Чен Ю Фен, Чжоу Ю Лі |
| 3 грудня 2023 15:30 | 3×                     | Звіт      | 5×        | Арена Nord Фредеріксгавн Глядачів: 1067 Судді: Чен Ю Фен, Чжоу Ю Лі |

| 3 грудня 2023 18:00 | Бразилія        | 25 : 27   | Іспанія        | Арена Nord Фредеріксгавн Глядачів: 811 Судді: Ян Кармо, Жульєн Мурш |
| 3 грудня 2023 18:00 | Родрігес Бело 8 | (12 : 16) | Аркос Поведа 5 | Арена Nord Фредеріксгавн Глядачів: 811 Судді: Ян Кармо, Жульєн Мурш |
| 3 грудня 2023 18:00 | 6×              | Звіт      | 5× 1×          | Арена Nord Фредеріксгавн Глядачів: 811 Судді: Ян Кармо, Жульєн Мурш |

### Група H
| Поз | Команда          | І | В | Н | П | ГЗ  | ГП  | РГ  | О | Кваліфікація              |
| --- | ---------------- | - | - | - | - | --- | --- | --- | - | ------------------------- |
| 1   | Нідерланди       | 3 | 3 | 0 | 0 | 114 | 66  | +48 | 6 | Група IV                  |
| 2   | Чехія            | 3 | 2 | 0 | 1 | 83  | 77  | +6  | 4 | Група IV                  |
| 3   | Аргентина        | 3 | 1 | 0 | 2 | 79  | 98  | −19 | 2 | Група IV                  |
| 4   | Республіка Конго | 3 | 0 | 0 | 3 | 68  | 103 | −35 | 0 | Кубок Президента Група II |

| 30 листопада 2023 18:00 | Нідерланди | 41 : 26   | Аргентина | Арена Nord Фредеріксгавн Глядачів: 300 Судді: Анджеліна Казанегра, Єлена Вуячич |
| 30 листопада 2023 18:00 | Полман 7   | (20 : 14) | Піццо 5   | Арена Nord Фредеріксгавн Глядачів: 300 Судді: Анджеліна Казанегра, Єлена Вуячич |
| 30 листопада 2023 18:00 | 5×         | Звіт      | 1×        | Арена Nord Фредеріксгавн Глядачів: 300 Судді: Анджеліна Казанегра, Єлена Вуячич |

| 30 листопада 2023 20:30 | Чехія       | 32 : 22   | Республіка Конго | Арена Nord Фредеріксгавн Глядачів: 389 Судді: Денис Боліч, Крістоф Гуріх |
| 30 листопада 2023 20:30 | Чолевова 11 | (19 : 11) | Нгомбеле 9       | Арена Nord Фредеріксгавн Глядачів: 389 Судді: Денис Боліч, Крістоф Гуріх |
| 30 листопада 2023 20:30 | 4×          | Звіт      | 5× 1×            | Арена Nord Фредеріксгавн Глядачів: 389 Судді: Денис Боліч, Крістоф Гуріх |

| 2 грудня 2023 15:30 | Чехія  | 31 : 22   | Аргентина           | Арена Nord Фредеріксгавн Глядачів: 711 Судді: Крістоф Альтмар, Мартон Горват |
| 2 грудня 2023 15:30 | Мала 8 | (16 : 10) | Гавілан, Піцц] по 5 | Арена Nord Фредеріксгавн Глядачів: 711 Судді: Крістоф Альтмар, Мартон Горват |
| 2 грудня 2023 15:30 | 7× 1×  | Звіт      | 3× 1×               | Арена Nord Фредеріксгавн Глядачів: 711 Судді: Крістоф Альтмар, Мартон Горват |

| 2 грудня 2023 18:00 | Республіка Конго | 20 : 40  | Нідерланди        | Арена Nord Фредеріксгавн Глядачів: 527 Судді: Маалі АльЕнезі, Далал Аль-Насім |
| 2 грудня 2023 18:00 | Діагурага 7      | (9 : 20) | Бо ван Ветерінг 8 | Арена Nord Фредеріксгавн Глядачів: 527 Судді: Маалі АльЕнезі, Далал Аль-Насім |
| 2 грудня 2023 18:00 | 6× 1×            | Звіт     | 1×                | Арена Nord Фредеріксгавн Глядачів: 527 Судді: Маалі АльЕнезі, Далал Аль-Насім |

| 4 грудня 2023 18:00 | Аргентина  | 31 : 26   | Республіка Конго | Арена Nord Фредеріксгавн Глядачів: 507 Судді: Новіца Мітровіч, Мільян Весовіч |
| 4 грудня 2023 18:00 | Касасола 7 | (14 : 15) | Діагурага 8      | Арена Nord Фредеріксгавн Глядачів: 507 Судді: Новіца Мітровіч, Мільян Весовіч |
| 4 грудня 2023 18:00 | 3×         | Звіт      | 7× 1×            | Арена Nord Фредеріксгавн Глядачів: 507 Судді: Новіца Мітровіч, Мільян Весовіч |

| 4 грудня 2023 20:30 | Нідерланди        | 33 : 20  | Чехія               | Арена Nord Фредеріксгавн Глядачів: 674 Судді: Юсеф Балхайр, Сідалі Хаміді |
| 4 грудня 2023 20:30 | Бо ван Ветерінг 7 | (14 : 8) | Шарлотта Холевова 6 | Арена Nord Фредеріксгавн Глядачів: 674 Судді: Юсеф Балхайр, Сідалі Хаміді |
| 4 грудня 2023 20:30 | 5×                | Звіт     | 2×                  | Арена Nord Фредеріксгавн Глядачів: 674 Судді: Юсеф Балхайр, Сідалі Хаміді |

## Кубок Президента

### Група I
| Поз | Команда    | І | В | Н | П | ГЗ | ГП | РГ  | О | Кваліфікація      |
| --- | ---------- | - | - | - | - | -- | -- | --- | - | ----------------- |
| 1   | Ісландія   | 3 | 3 | 0 | 0 | 92 | 56 | +36 | 6 | Гра за 25-е місце |
| 2   | КНР        | 3 | 2 | 0 | 1 | 78 | 74 | +4  | 4 | Гра за 27-е місце |
| 3   | Парагвай   | 3 | 1 | 0 | 2 | 60 | 67 | −7  | 2 | Гра за 29-е місце |
| 4   | Гренландія | 3 | 0 | 0 | 3 | 57 | 90 | −33 | 0 | Гра за 31-е місце |

| 7 грудня 2023 15:30 | КНР    | 23 : 20  | Парагвай                | Арена Nord Фредеріксгавн Глядачів: 254 Судді: Альтмар, Хорват Угорщина |
| 7 грудня 2023 15:30 | Джин 6 | (9 : 10) | Фернандес, Інсфран по 6 | Арена Nord Фредеріксгавн Глядачів: 254 Судді: Альтмар, Хорват Угорщина |
| 7 грудня 2023 15:30 | 6× 1×  | Звіт     | 1×                      | Арена Nord Фредеріксгавн Глядачів: 254 Судді: Альтмар, Хорват Угорщина |

| 7 грудня 2023 18:00 | Гренландія | 14 : 37  | Ісландія         | Арена Nord Фредеріксгавн Глядачів: 702 Судді: Георгій Дойчинов, Юліан Гоцов |
| 7 грудня 2023 18:00 | Хольм 4    | (8 : 19) | Асгеірсдоттір 10 | Арена Nord Фредеріксгавн Глядачів: 702 Судді: Георгій Дойчинов, Юліан Гоцов |
| 7 грудня 2023 18:00 | 4×         | Звіт     | 2× 1×            | Арена Nord Фредеріксгавн Глядачів: 702 Судді: Георгій Дойчинов, Юліан Гоцов |

| 9 грудня 2023 18:00 | Парагвай  | 19 : 25  | Ісландія           | Арена Nord Фредеріксгавн Глядачів: 153 Судді: Крістіна Ловін, Сімона Станцу |
| 9 грудня 2023 18:00 | Інсфран 7 | (9 : 13) | Альбертсдоттір]] 7 | Арена Nord Фредеріксгавн Глядачів: 153 Судді: Крістіна Ловін, Сімона Станцу |
| 9 грудня 2023 18:00 | 5× 1×     | Звіт     | 5× 1×              | Арена Nord Фредеріксгавн Глядачів: 153 Судді: Крістіна Ловін, Сімона Станцу |

| 9 грудня 2023 20:30 | КНР      | 32 : 24  | Гренландія           | Арена Nord Фредеріксгавн Глядачів: 455 Судді: Я. Аль-Саєд, Х. Аль-Саєд |
| 9 грудня 2023 20:30 | Лю Чан 7 | (17 : 8) | Хольм, Петерсен по 4 | Арена Nord Фредеріксгавн Глядачів: 455 Судді: Я. Аль-Саєд, Х. Аль-Саєд |
| 9 грудня 2023 20:30 | 3×       | Звіт     | 4×                   | Арена Nord Фредеріксгавн Глядачів: 455 Судді: Я. Аль-Саєд, Х. Аль-Саєд |

| 11 грудня 2023 13:00 | Ісландія                           | 30 : 23  | КНР    | Арена Nord Фредеріксгавн Глядачів: 134 Судді: Андрій Будзак, Міхал Заграднік |
| 11 грудня 2023 13:00 | Ерлінгсдоттір]], Магнусдоттір по 6 | (13 : 1) | Джин 7 | Арена Nord Фредеріксгавн Глядачів: 134 Судді: Андрій Будзак, Міхал Заграднік |
| 11 грудня 2023 13:00 | 2×                                 | Звіт     | 2× 1×  | Арена Nord Фредеріксгавн Глядачів: 134 Судді: Андрій Будзак, Міхал Заграднік |

| 11 грудня 2023 15:30 | Парагвай  | 21 : 19  | Гренландія | Арена Nord Фредеріксгавн Глядачів: 332 Судді: Аль-Енезі, Аль-Насім |
| 11 грудня 2023 15:30 | Мендоса 6 | (11 : 9) | Бєрге 4    | Арена Nord Фредеріксгавн Глядачів: 332 Судді: Аль-Енезі, Аль-Насім |
| 11 грудня 2023 15:30 | 1×        | Звіт     | 4×         | Арена Nord Фредеріксгавн Глядачів: 332 Судді: Аль-Енезі, Аль-Насім |

### Група II
| Поз | Команда          | І | В | Н | П | ГЗ | ГП | РГ  | О | Кваліфікація      |
| --- | ---------------- | - | - | - | - | -- | -- | --- | - | ----------------- |
| 1   | Республіка Конго | 3 | 3 | 0 | 0 | 93 | 77 | +16 | 6 | Гра за 25-е місце |
| 2   | Чилі             | 3 | 2 | 0 | 1 | 78 | 67 | +11 | 4 | Гра за 27-е місце |
| 3   | Казахстан        | 3 | 1 | 0 | 2 | 92 | 93 | −1  | 2 | Гра за 29-е місце |
| 4   | Іран             | 3 | 0 | 0 | 3 | 69 | 95 | −26 | 0 | Гра за 31-е місце |

| 6 грудня 2023 13:00 | Казахстан                       | 36 : 37   | Республіка Конго | Арена Nord Фредеріксгавн Глядачів: 633 Судді: Юфенг Ченг, Юнлі Чоу |
| 6 грудня 2023 13:00 | К. Радаєва, С. Реджеметова по 9 | (18 : 15) | Ф. Діагурага 8   | Арена Nord Фредеріксгавн Глядачів: 633 Судді: Юфенг Ченг, Юнлі Чоу |
| 6 грудня 2023 13:00 |                                 | Звіт      | 4×               | Арена Nord Фредеріксгавн Глядачів: 633 Судді: Юфенг Ченг, Юнлі Чоу |

| 7 грудня 2023 13:00 | Чилі        | 30 : 20  | Іран        | Арена Nord Фредеріксгавн Глядачів: 220 Судді: Юфенг Ченг, Юнлі Чоу |
| 7 грудня 2023 13:00 | В. Ловера 6 | (14 : 6) | Ф. Меріхі 8 | Арена Nord Фредеріксгавн Глядачів: 220 Судді: Юфенг Ченг, Юнлі Чоу |
| 7 грудня 2023 13:00 | 2× 1×       | Звіт     | 2×          | Арена Nord Фредеріксгавн Глядачів: 220 Судді: Юфенг Ченг, Юнлі Чоу |

| 9 грудня 2023 13:00 | Чилі        | 27 : 23   | Казахстан        | Арена Nord Фредеріксгавн Глядачів: 402 Судді: Анджеліна Казанегра, Єлена Вуячич |
| 9 грудня 2023 13:00 | В. Ловера 9 | (13 : 11) | С. Реджеметова 5 | Арена Nord Фредеріксгавн Глядачів: 402 Судді: Анджеліна Казанегра, Єлена Вуячич |
| 9 грудня 2023 13:00 | 6×          | Звіт      | 1×               | Арена Nord Фредеріксгавн Глядачів: 402 Судді: Анджеліна Казанегра, Єлена Вуячич |

| 9 грудня 2023 15:30 | Іран       | 20 : 32  | Республіка Конго | Арена Nord Фредеріксгавн Глядачів: 174 Судді: Крістоф Альтмар, Мартон Горват |
| 9 грудня 2023 15:30 | М. Бадві 6 | (9 : 19) | Е. Домінгос 6    | Арена Nord Фредеріксгавн Глядачів: 174 Судді: Крістоф Альтмар, Мартон Горват |
| 9 грудня 2023 15:30 | 2× 1×      | Звіт     | 4×               | Арена Nord Фредеріксгавн Глядачів: 174 Судді: Крістоф Альтмар, Мартон Горват |

| 11 грудня 2023 13:00 | Республіка Конго | 24 : 21  | Чилі        | Арена Nord Фредеріксгавн Глядачів: 154 Судді: Денис Боліч, Крістоф Гуріх |
| 11 грудня 2023 13:00 | Ф. Діагурага 5   | (8 : 12) | В. Ловера 8 | Арена Nord Фредеріксгавн Глядачів: 154 Судді: Денис Боліч, Крістоф Гуріх |
| 11 грудня 2023 13:00 | 7× 1×            | Звіт     | 4× 1×       | Арена Nord Фредеріксгавн Глядачів: 154 Судді: Денис Боліч, Крістоф Гуріх |

| 11 грудня 2023 15:30 | Іран         | 29 : 33   | Казахстан    | Арена Nord Фредеріксгавн Глядачів: 67 Судді: Динчінов, Горецов |
| 11 грудня 2023 15:30 | Ф. Меріхі 11 | (15 : 17) | В. Хардіна 7 | Арена Nord Фредеріксгавн Глядачів: 67 Судді: Динчінов, Горецов |
| 11 грудня 2023 15:30 | 4× 1×        | Звіт      | 2× 1×        | Арена Nord Фредеріксгавн Глядачів: 67 Судді: Динчінов, Горецов |

#### Матч за 31-е місце
| 13 грудня 2023 13:00 | Гренландія | 23 : 28   | Іран       | Арена Nord Фредеріксгавн Глядачів: 537 Судді: Крістоф Альтмар, Мартон Горват |
| 13 грудня 2023 13:00 | І. Бєрге 8 | (12 : 12) | Ф. Меріх 6 | Арена Nord Фредеріксгавн Глядачів: 537 Судді: Крістоф Альтмар, Мартон Горват |
| 13 грудня 2023 13:00 | 5×         | Звіт      | 5×         | Арена Nord Фредеріксгавн Глядачів: 537 Судді: Крістоф Альтмар, Мартон Горват |

#### Матч за 29-е місце
| 13 грудня 2023 15:30 | Парагвай      | 36 : 30   | Казахстан | Арена Nord Фредеріксгавн Глядачів: 96 Судді: Маалі АльЕнезі, Далал Аль-Насім |
| 13 грудня 2023 15:30 | А. Портільо 9 | (20 : 18) |           | Арена Nord Фредеріксгавн Глядачів: 96 Судді: Маалі АльЕнезі, Далал Аль-Насім |
| 13 грудня 2023 15:30 | 3×            | Звіт      | 3×        | Арена Nord Фредеріксгавн Глядачів: 96 Судді: Маалі АльЕнезі, Далал Аль-Насім |

#### Матч за 27-е місце
| 13 грудня 2023 18:00 | КНР         | 25 : 26   | Чилі        | Арена Nord Фредеріксгавн Глядачів: 103 Судді: Я. Аль-Саєд, Х. Аль-Саєд |
| 13 грудня 2023 18:00 | В. Ловера 5 | (13 : 15) | Лі Сяоцін 8 | Арена Nord Фредеріксгавн Глядачів: 103 Судді: Я. Аль-Саєд, Х. Аль-Саєд |
| 13 грудня 2023 18:00 | 8× 1×       | Звіт      | 4×          | Арена Nord Фредеріксгавн Глядачів: 103 Судді: Я. Аль-Саєд, Х. Аль-Саєд |

#### Матч за 25-е місце
| 13 грудня 2023 20:30 | Ісландія       | 30 : 28   | Республіка Конго | Арена Nord Фредеріксгавн Глядачів: 86 Судді: Анджеліна Казанегра, Єлена Вуячич |
| 13 грудня 2023 20:30 | Стурлодоттір 6 | (14 : 14) | Нгомбеле 10      | Арена Nord Фредеріксгавн Глядачів: 86 Судді: Анджеліна Казанегра, Єлена Вуячич |
| 13 грудня 2023 20:30 | 3×             | Звіт      | 5× 1×            | Арена Nord Фредеріксгавн Глядачів: 86 Судді: Анджеліна Казанегра, Єлена Вуячич |

## Основний раунд

### Група I
| Поз | Команда    | І | В | Н | П | ГЗ  | ГП  | РГ  | О  | Кваліфікація |
| --- | ---------- | - | - | - | - | --- | --- | --- | -- | ------------ |
| 1   | Швеція (H) | 5 | 5 | 0 | 0 | 143 | 95  | +48 | 10 | Чвертьфінали |
| 2   | Чорногорія | 5 | 3 | 0 | 2 | 128 | 108 | +20 | 6  | Чвертьфінали |
| 3   | Угорщина   | 5 | 3 | 0 | 2 | 132 | 112 | +20 | 6  |              |
| 4   | Хорватія   | 5 | 2 | 1 | 2 | 111 | 107 | +4  | 5  |              |
| 5   | Сенегал    | 5 | 1 | 1 | 3 | 103 | 127 | −24 | 3  |              |
| 6   | Камерун    | 5 | 0 | 0 | 5 | 79  | 147 | −68 | 0  |              |

1. 1 2  Чорногорія 24–18 Угорщина

| 7 грудня 2023 15:30 | Чорногорія    | 25–26      | Хорватія             | «Скандінавіум», Гетеборг Глядачів: 1,089 Судді: Альварес, Бустаманте Іспанія |
| 7 грудня 2023 15:30 | Ітана Грбіч 5 | (13–13)    | Валентина Блажевич 6 | «Скандінавіум», Гетеборг Глядачів: 1,089 Судді: Альварес, Бустаманте Іспанія |
| 7 грудня 2023 15:30 | 4× 2× 1×      | https:Звіт | 4× 1×                | «Скандінавіум», Гетеборг Глядачів: 1,089 Судді: Альварес, Бустаманте Іспанія |

| 7 грудня 2023 18:00 | Сенегал         | 20–30  | Угорщина         | «Скандінавіум», Гетеборг Глядачів: 2,693 Судді: Лі Сеок, Ку Бонок Південна Корея |
| 7 грудня 2023 18:00 | Сукейна Санья 8 | (8–14) | Катрін Клюйбер 9 | «Скандінавіум», Гетеборг Глядачів: 2,693 Судді: Лі Сеок, Ку Бонок Південна Корея |
| 7 грудня 2023 18:00 | 3× 1×           | Звіт   | 4× 1×            | «Скандінавіум», Гетеборг Глядачів: 2,693 Судді: Лі Сеок, Ку Бонок Південна Корея |

| 7 грудня 2023 20:30 | Швеція          | 37–13  | Камерун         | «Скандінавіум», Гетеборг Глядачів: 5,187 Судді: Бруна Корреа, Рената Корреа Бразилія |
| 7 грудня 2023 20:30 | Наталі Хегман 8 | (16–5) | Летиція Атеба 5 | «Скандінавіум», Гетеборг Глядачів: 5,187 Судді: Бруна Корреа, Рената Корреа Бразилія |
| 7 грудня 2023 20:30 |                 | Звіт   | 1× 2×           | «Скандінавіум», Гетеборг Глядачів: 5,187 Судді: Бруна Корреа, Рената Корреа Бразилія |

### Група II
| Поз | Команда        | І | В | Н | П | ГЗ  | ГП  | РГ  | О  | Кваліфікація |
| --- | -------------- | - | - | - | - | --- | --- | --- | -- | ------------ |
| 1   | Франція        | 5 | 5 | 0 | 0 | 158 | 128 | +30 | 10 | Чвертьфінали |
| 2   | Норвегія (H)   | 5 | 4 | 0 | 1 | 172 | 115 | +57 | 8  | Чвертьфінали |
| 3   | Словенія       | 5 | 3 | 0 | 2 | 141 | 143 | −2  | 6  |              |
| 4   | Ангола         | 5 | 2 | 0 | 3 | 135 | 153 | −18 | 4  |              |
| 5   | Австрія        | 5 | 1 | 0 | 4 | 137 | 177 | −40 | 2  |              |
| 6   | Південна Корея | 5 | 0 | 0 | 5 | 132 | 159 | −27 | 0  |              |

### Група III
| Поз | Команда   | І | В | Н | П | ГЗ  | ГП  | РГ  | О | Кваліфікація |
| --- | --------- | - | - | - | - | --- | --- | --- | - | ------------ |
| 1   | Данія (H) | 5 | 4 | 0 | 1 | 152 | 121 | +31 | 8 | Чвертьфінали |
| 2   | Німеччина | 5 | 4 | 0 | 1 | 147 | 120 | +27 | 8 | Чвертьфінали |
| 3   | Румунія   | 5 | 3 | 0 | 2 | 141 | 145 | −4  | 6 |              |
| 4   | Польща    | 5 | 2 | 0 | 3 | 119 | 143 | −24 | 4 |              |
| 5   | Японія    | 5 | 2 | 0 | 3 | 137 | 141 | −4  | 4 |              |
| 6   | Сербія    | 5 | 0 | 0 | 5 | 111 | 137 | −26 | 0 |              |

1. 1 2  Німеччина 28–30 Данія
2. 1 2  Польща 32–30 Японія

### Група IV

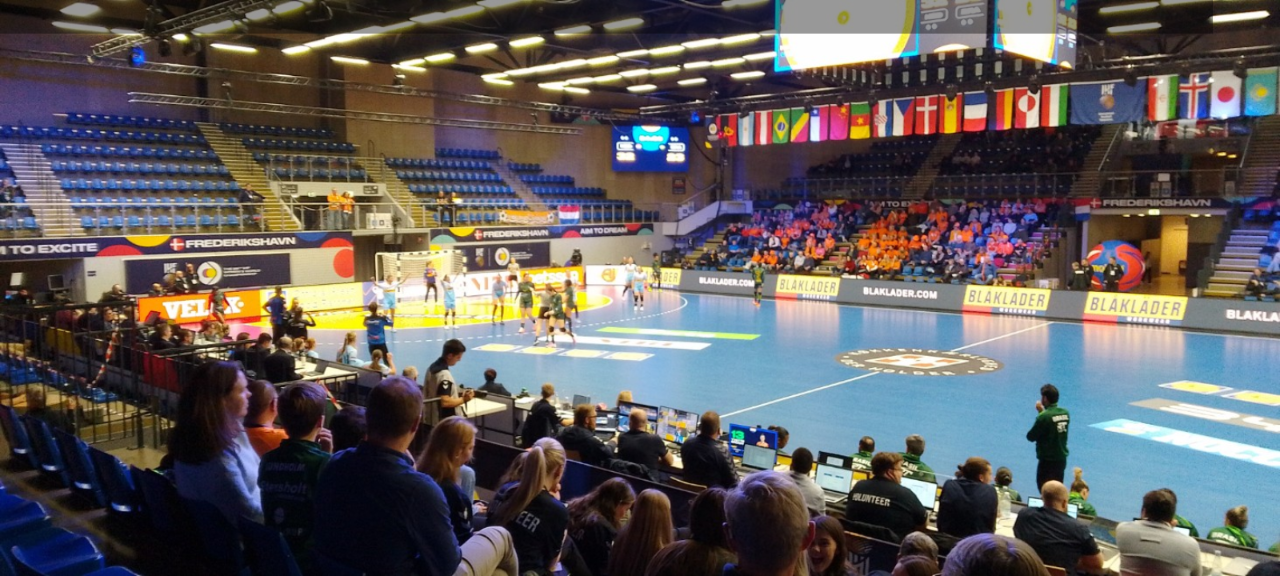
Матч між збірними Нідерланди та Бразилії 6 грудня 2023 року

| Поз | Команда    | І | В | Н | П | ГЗ  | ГП  | РГ  | О  | Кваліфікація |
| --- | ---------- | - | - | - | - | --- | --- | --- | -- | ------------ |
| 1   | Нідерланди | 5 | 5 | 0 | 0 | 178 | 115 | +63 | 10 | Чвертьфінали |
| 2   | Чехія      | 5 | 3 | 0 | 2 | 138 | 130 | +8  | 6  | Чвертьфінали |
| 3   | Бразилія   | 5 | 3 | 0 | 2 | 150 | 128 | +22 | 6  |              |
| 4   | Іспанія    | 5 | 3 | 0 | 2 | 132 | 127 | +5  | 6  |              |
| 5   | Аргентина  | 5 | 1 | 0 | 4 | 115 | 155 | −40 | 2  |              |
| 6   | Україна    | 5 | 0 | 0 | 5 | 104 | 162 | −58 | 0  |              |

1. 1 2 3  Чехія 2 Очк, +5 РГ; Бразилія 2 Очк, +1 РГ; Іспанія 2 Очк, −6 РГ.

## Фінальний раунд

### Основний етап
|  | Чвертьфінали | Чвертьфінали  |           |       | Півфінали   | Півфінали   |  |  | Фінал     | Фінал |
|  |              |               |           |       |             |             |  |  |           |       |
|  | 13 грудня    |               |           |       |             |             |  |  |           |       |
|  |              |               |           |       |             |             |  |  |           |       |
|  | Швеція       | 27            |           |       |             |             |  |  |           |       |
|  | Швеція       | 27            | 15 грудня |       |             |             |  |  |           |       |
|  | Німеччина    | 20            |           |       |             |             |  |  |           |       |
|  | Німеччина    | 20            | Швеція    | 28    |             |             |  |  |           |       |
|  | 12 грудня    |               | Швеція    | 28    |             |             |  |  |           |       |
|  |              | Франція       | 37        |       |             |             |  |  |           |       |
|  | Франція      | Франція       | 37        | 33    |             |             |  |  |           |       |
|  | Франція      |               | 17 грудня | 33    |             |             |  |  |           |       |
|  | Чехія        | 22            |           |       |             |             |  |  |           |       |
|  | Чехія        | 22            | Франція   | 31    |             |             |  |  |           |       |
|  | 13 грудня    |               | Франція   | 31    |             |             |  |  |           |       |
|  |              | Норвегія      | 28        |       |             |             |  |  |           |       |
|  | Данія        | Норвегія      | 28        | 26    |             |             |  |  |           |       |
|  | Данія        | 15 грудня     |           | 26    |             |             |  |  |           |       |
|  | Чорногорія   | 24            |           |       |             |             |  |  |           |       |
|  | Чорногорія   | 24            | Данія     | 28    | Третє місце | Третє місце |  |  |           |       |
|  | 12 грудня    |               | Данія     | 28    | Третє місце | Третє місце |  |  |           |       |
|  |              | Норвегія (ОТ) | 29        |       |             |             |  |  |           |       |
|  | Нідерланди   | Норвегія (ОТ) | 29        | 23    | Швеція      | 27          |  |  |           |       |
|  | Нідерланди   |               |           | 23    | Швеція      | 27          |  |  |           |       |
|  | Норвегія     | 30            |           | Данія | 28          |             |  |  |           |       |
|  | Норвегія     | 30            |           |       | 28          |             |  |  |           |       |
|  |              |               |           |       |             |             |  |  | 17 грудня |       |
|  |              |               |           |       |             |             |  |  |           |       |

### Турнір за 5–8 місця
|  | Півфінали  | Півфінали  |                   |    | Матч за 5-е місце | Матч за 5-е місце |
|  |            |            |                   |    |                   |                   |
|  | 15 грудня  |            |                   |    |                   |                   |
|  |            |            |                   |    |                   |                   |
|  | Німеччина  | 32         |                   |    |                   |                   |
|  | Німеччина  | 32         | 17 грудня         |    |                   |                   |
|  | Чехія      | 26         |                   |    |                   |                   |
|  | Чехія      | 26         | Німеччина         | 26 |                   |                   |
|  | 15 грудня  |            | Німеччина         | 26 |                   |                   |
|  |            | Нідерланди | 30                |    |                   |                   |
|  | Чорногорія | Нідерланди | 30                | 25 |                   |                   |
|  | Чорногорія |            |                   | 25 |                   |                   |
|  | Нідерланди | 28         |                   |    |                   |                   |
|  | Нідерланди | 28         | Матч за 7-е місце |    |                   |                   |
|  |            |            |                   |    |                   |                   |
|  | 17 грудня  |            |                   |    |                   |                   |
|  |            |            |                   |    |                   |                   |
|  | Чехія      | 24         |                   |    |                   |                   |
|  | Чехія      | 24         |                   |    |                   |                   |
|  | Чорногорія | 28         |                   |    |                   |                   |